# Mail on Sunday
Albums de Flo Rida
R.O.O.T.S.
(2009)
Singles
1. Low
Sortie : 9 octobre 2007
2. Elevator
Sortie : 11 février 2008
3. In the Ayer
Sortie : 20 mai 2008

Mail on Sunday est le premier album studio de Flo Rida, sorti le 18 mars 2008.
On retrouve de nombreux invités dans ce premier album de Flo Rida, notamment T-Pain qui pose sur le refrain du premier single Low. Timbaland produit et pose sur le deuxième single, Elevator. Le troisième single, In the Ayer, est produit par will.i.am. On retrouve également Lil Wayne sur  le titre American Superstar, Sean Kingston qui apparaît sur le titre Roll produit par J.R. Rotem. Pour le reste des invités on retrouve de nombreux rappeur sudistes comme Brisco, Rick Ross, Birdman et Yung Joc.
Mail on Sunday s'est classé 3e au Top R&B/Hip-Hop Albums et 4e au Billboard 200

## Liste des titres
| No  | Titre | Contient un (des) sample(s) de          | Durée |
| --- | --- | --------------------------------------- | ----- |
| 1.  | American Superstar (featuring Lil Wayne – Produit par Honorable C.N.O.T.E.)                               |                                         | 3:40  |
| 2.  | Act Like You Know (produit par The Beat Bullies et Grid Iron)                                             |                                         | 3:45  |
| 3.  | Elevator (featuring Timbaland – Produit par Timbaland)                                                    | Prove It All Night de Bruce Springsteen | 3:50  |
| 4.  | Roll (featuring Sean Kingston – Produit par J.R. Rotem)                                                   |                                         | 4:00  |
| 5.  | Low (featuring T-Pain – Produit par DJ Montay)                                                            |                                         | 3:50  |
| 6.  | Pricele$$ (featuring Birdman – Produit par Hit-Boy et Chase N. Cashe)                                     | Sadiddy de Brandy                       | 3:52  |
| 7.  | Ms. Hangover (Produit par J.R. Rotem)                                                                     |                                         | 3:57  |
| 8.  | Still Missin' (produit par Kane Beatz)                                                                    |                                         | 4:40  |
| 9.  | In the Ayer (featuring will.i.am – Produit par will.i.am)                                                 | Jam the Box de Pretty Tony              | 3:40  |
| 10. | Me & U (Produit par DJ Frank E)                                                                           |                                         | 4:30  |
| 11. | All My Life (Produit par Fatboi)                                                                          |                                         | 3:33  |
| 12. | Don't Know How to Act (featuring Yung Joc – Produit par Honorable C.N.O.T.E)                              |                                         | 3:33  |
| 13. | Freaky Deaky (featuring Trey Songz – Produit par Gorilla Tek et Drum Majorz)                              |                                         | 3:17  |
| 14. | Money Right (featuring Rick Ross et Brisco – Produit par Jean « JRock » Borges et Javon « 4Mill » Thomas) |                                         | 3:16  |

| 15. | Gotta Eat (Produit par Young Juve)  | 3:52 |
| 16. | Make a Wish (Produit par Firstborn) | 4:06 |

| 15. | Low (Travis Barker Remix) (featuring T-Pain – Produit par DJ Montay et Travis Barker) | 4:15 |

| 15. | Birthday (Produit par The Runners)                                                    | 5:04 |
| 16. | Low (Travis Barker Remix) (featuring T-Pain – Produit par DJ Montay et Travis Barker) | 4:14 |

| 17. | Gotta Eat (Produit par Young Juve)         | 3:53 |
| 18. | Make a Wish (Produit par Firstborn)        | 4:07 |
| 19. | Fast Life                                  | 3:27 |
| 20. | Low (Freedombunch Mix) (featuring T-Pain)) | 3:53 |

## Clips
- Low, sorti en novembre 2007
- Elevator, sorti en février 2008
- In the Ayer